# Herb gminy Kocierzew Południowy
Herb gminy Kocierzew Południowy – jeden z symboli gminy Kocierzew Południowy, ustanowiony 28 grudnia 2006.

## Wygląd i symbolika
Herb przedstawia na tarczy w polu herbowym błękitnym Świętego Wawrzyńca w szatach liturgicznych złotych, nałożonych na tunikę srebrną. Prawą dłoń trzyma na sercu, lewą podtrzymuje ruszt - swój atrybut i narzędzie męczeństwa. Wokół jego głowy nimb złoty. Od czoła na lewo i prawo od świętego dwie lilie srebrne.
Lilie nawiązują do herbu arcybiskupstwa gnieźnieńskiego, do którego dóbr należał Kocierzew Południowy. Święty Wawrzyniec jest patronem parafii w Kocierzewie Południowym.